# Tanpaku
O Tanpaku (palavra em Japonês para proteína) foi lançado como um projeto BOINC em 5 de janeiro de 2006. Somente em 16 de março de 2006, as páginas foram traduzidas para o Inglês, facilitando o acesso ao projeto.
O objetivo é prever estruturas de proteínas, semelhante aos projetos rosetta@boinc, folding@home e predictor@home. O Tanpaku usará o método "Brownian Dynamics (BD)", considerado mais rápido que os métodos normais de processamento. Depois de prever a sequência de proteínas, entrará a fase de prever os amino-ácidos dessa proteína.